# Teorema de Bernoulli
El teorema de Bernoulli es un caso particular que precisa la aproximación frecuencial de un suceso a la probabilidad p de que este ocurra a medida que se va repitiendo el experimento.
| Dados un suceso A, su probabilidad p de ocurrencia, y n pruebas independientes para determinar la ocurrencia o no-ocurrencia de A. Sea f el número de veces que se presenta A en los n ensayos y {\displaystyle \varepsilon } un número positivo cualquiera, la probabilidad de que la frecuencia relativa f/n discrepe de p en más de {\displaystyle \varepsilon } (en valor absoluto) tiende a cero al tender n a ∞. Es decir: {\displaystyle \lim _{n\rightarrow \infty }{\rho \left(\left\|{\frac {f}{n}}-p\right\|>\varepsilon \right)}=0} Jakob Bernoulli |